# Macrobrachium scorteccii
Macrobrachium scorteccii är en kräftdjursart som beskrevs av Maccagno 1961. Macrobrachium scorteccii ingår i släktet Macrobrachium och familjen Palaemonidae. Inga underarter finns listade i Catalogue of Life.